# Gauge (attrice pornografica)
Gauge, pseudonimo di Elizabeth R. Deans (Hot Springs, 24 luglio 1980), è un'ex attrice pornografica e spogliarellista statunitense.

## Biografia
È entrata nell'industria del cinema per adulti a 19 anni. La sua prima apparizione fu con Ed Powers e il fidanzato Mojo in More Dirty Debutantes #129. Fece poi il suo primo video con scene di threesome sempre con Ed Powers in More Dirty Debutantes #137, e più tardi fu scritturata per Finally 18.
Ha girato molte scene di sesso anale, sesso orale, facial, creampie, penetrazioni multiple e ass to mouth. Ha fatto anche numerose performance in scene lesbo.
Ha raccontato di aver rischiato la vita nell'aprile 2005 per intossicazione da alcool dopo aver bevuto troppo in uno strip club nel quale stava lavorando in Arkansas.
Gauge si è sposata il 14 maggio 2006 con un uomo di nome Jason. Dal luglio 2008 vive in Arkansas in 28 acri di terra e frequenta il college.
Il 9 luglio 2013 annuncia, tramite Twitter, il suo ritorno all'industria pornografica.

## Riconoscimenti
- XRCO Award
  - 2003 – Best Threeway Sex Scene per Trained Teens con Aurora Snow e Jules Jordan[5]